# Hop-Frog (film)
Pour les articles homonymes, voir Hop-Frog.
Hop-Frog est un film français réalisé par Henri Desfontaines sorti en 1910. Il est inspiré de la nouvelle d'Edgar Allan Poe Hop-Frog.

## Fiche technique
- Réalisation  : Henri Desfontaines
- Adaptation : Paul Garbagni, d'après la nouvelle d'Edgar Allan Poe
- Distribution : Société générale des cinématographes Éclipse
- Pays d'origine :  France
- Langue : film muet avec les intertitres en français
- Format : Noir et blanc — 35 mm — 1,33:1 — Muet
- Durée : inconnue
- Date de sortie : 
  -  France - 1910

## Distribution
- Denis d'Inès : Hop-Frog
- Gabrielle Colonna-Romano : Tripetta